# Villayuda
Villayuda o La Ventilla es un barrio de Burgos y antiguo municipio, en la comarca de Alfoz de Burgos, provincia de Burgos, comunidad autónoma de Castilla y León (España).  Cuenta con una población de 811 habitantes (INE 2024).
Está situado entre el barrio de Capiscol y la localidad de Castañares y junto al polígono industrial de Burgos Este (antiguamente conocido como polígono industrial de Gamonal-Villayuda), no muy lejos del monte donde se erige la Cartuja de Miraflores.  Es cruzado por la carretera de Logroño N-120 y por uno de los ramales del Camino de Santiago francés. Colindante al núcleo discurre el río Arlanzón, el cauce molinar de Castañares y el tramo final del desvío del río Pico en su desembocadura en el primero.

## Toponimia
El barrio cuenta con dos nombres, cada uno con su propia historia y origen. El término oficial es Villayuda, que podría derivar de "Villa Adjunta", sugiriendo su pertenencia a una villa mayor. Sin embargo, en la actualidad es más conocido como La Ventilla. Este nombre proviene de una famosa venta, que aún permanece abierta, situada a lo largo de la carretera hacia Logroño. Con el tiempo, esta venta se convirtió en un referente local, dando nombre a la antigua localidad. De la popularidad de esta venta surge el dicho: «en La Ventilla, una jarrilla; en Capiscol, un porrón».

## Historia
La documentación más antigua ya hace referencia a Villayuda y así podemos encontrarla en donaciones medievales, que datan de los años 923, 928, 931 (en el Becerro Gótico de Cardeña), 1043 y 1081. Se sabe que el monarca Alfonso VII de León donó este asentamiento a la Catedral de Burgos, a cuyo señorío pertenecerá hasta el siglo XIX.
Fue cabecera de ayuntamiento entre 1812 y 1814, y entre 1820 y 1823, pero desde 1837 está unido al municipio de Burgos.
En 1876 nació en Villayuda el beato español Vicente Nicasio Renuncio Toribio.
Así se describe a Villayuda, denominada como Villayuda ó La Ventilla, en el tomo XVI del Diccionario geográfico-estadístico-histórico de España y sus posesiones de Ultramar, obra impulsada por el ministro de Hacienda Pascual Madoz a mediados del siglo XIX:

Villa que forma ayuntamiento con Castañares, en la provincia, audiencia terr., ciudad g., diócesis y partido judicial de Burgos (1 leg.). SIT. en un llano arenoso y cascajoso, con buena ventilación y CLIMA frió pero saludable, aunque afecto á fiebres intermitentes. Tiene 50 CASAS, un palacio con jardín; escuela de instrucción primaria; una iglesia parr. (San Vicente Ferrer) servida por un cura párroco. El término confina N. el monte de Burgos; E. Castañares; S. la Cartuja, y O. el Capiscol; en él se encuentra el desp. y ermita de San Mames, y de vez en cuando algunas sepulturas y cadáveres. El TERRENO es de mediana calidad; le cruza el r. Arlanzon que divide el pueblo en 2 barrios; el monte abunda en arbolado de chopos, olmos, sauces y fresnos.  Los CAMINOS (V.Burgos), PROD. cereales, legumbres y frutas; cria ganado lanar y vacuno y caza menor, POBL. 30 vec, 94 almas CAP.
PROD. 450,200 reales IMP. 45,073. CONTB. 5,493 reales8mreales
Diccionario geográfico-estadístico-histórico de España y sus posesiones de Ultramar

## Demografía
| Gráfica de evolución demográfica de Villayuda o La Ventilla entre 1842 y 1920 |
| |
| Población de derecho según los censos de población del INE Población de hecho según los censos de población del INEEn este censo se denominaba Villayuda o la Ventilla: 1842. En estos censos se denominaba Villayuda y Castañares: 1857 y 1860. En estos censos se denominaba Villayuda: 1877, 1887, 1897, 1900, 1910 y 1920. Entre el censo de 1857 y el anterior, crece el término del municipio porque incorpora a Castañares. Entre el censo de 1930 y el anterior, este municipio desaparece porque se integra en el municipio Burgos. |

## Enlaces
- Mapa de los Barrios de Burgos